# East Huaxia Road
East Huaxia Road (华夏东路, Huáxià Dōng Lù) is een station van de metro van Shanghai. Het station ligt onder Third Huaxia Road, tussen Qingyi Road en de Huaxia Elevated Road, de eind 2009 aangelegde snelweg die de luchthaven Shanghai Pudong vlotter met de rest van Shanghai verbindt.
Het metrostation, onderdeel van lijn 2, werd geopend op 8 april 2010 samen met de afwerking van het meest oostelijk deel van het traject, tot in de Shanghai Pudong International Airport. Het station heeft twee sporen en een eilandperron.
East Xujing · Station Shanghai Hongqiao · Hongqiao Airport Terminal 2 · Songhong Road · Beixinjing · Weining Road · Loushanguan Road · Zhongshan Park · Jiangsu Road · Jing'an Temple · West Nanjing Road · People's Square · East Nanjing Road · Lujiazui · Dongchang Road · Century Avenue · Shanghai Science & Technology Museum · Century Park · Longyang Road · Zhangjiang Hi-Tech Park · Jinke Road · Guanglan Road · Tangzhen · Middle Chuangxin Road · East Huaxia Road · Chuansha · Lingkong Road · Yuandong Avenue · Haitiansan Road · Pudong International Airport

Lijnen van de metro van Shanghai: 1 · 2 · 3 · 4 · 5 · 6 · 7 · 8 · 9 · 10 · 11 · 12 · 13 · 14 · 15 · 16 · 17 · 18 · Pujiang Line